# Каузен
Каузен (нім. Kausen) — громада в Німеччині, розташована в землі Рейнланд-Пфальц. Входить до складу району Альтенкірхен. Складова частина об'єднання громад Гебгардсгайн.
Площа — 3,61 км2. Населення становить 764 ос. (станом на 31 грудня 2020).

## Галерея

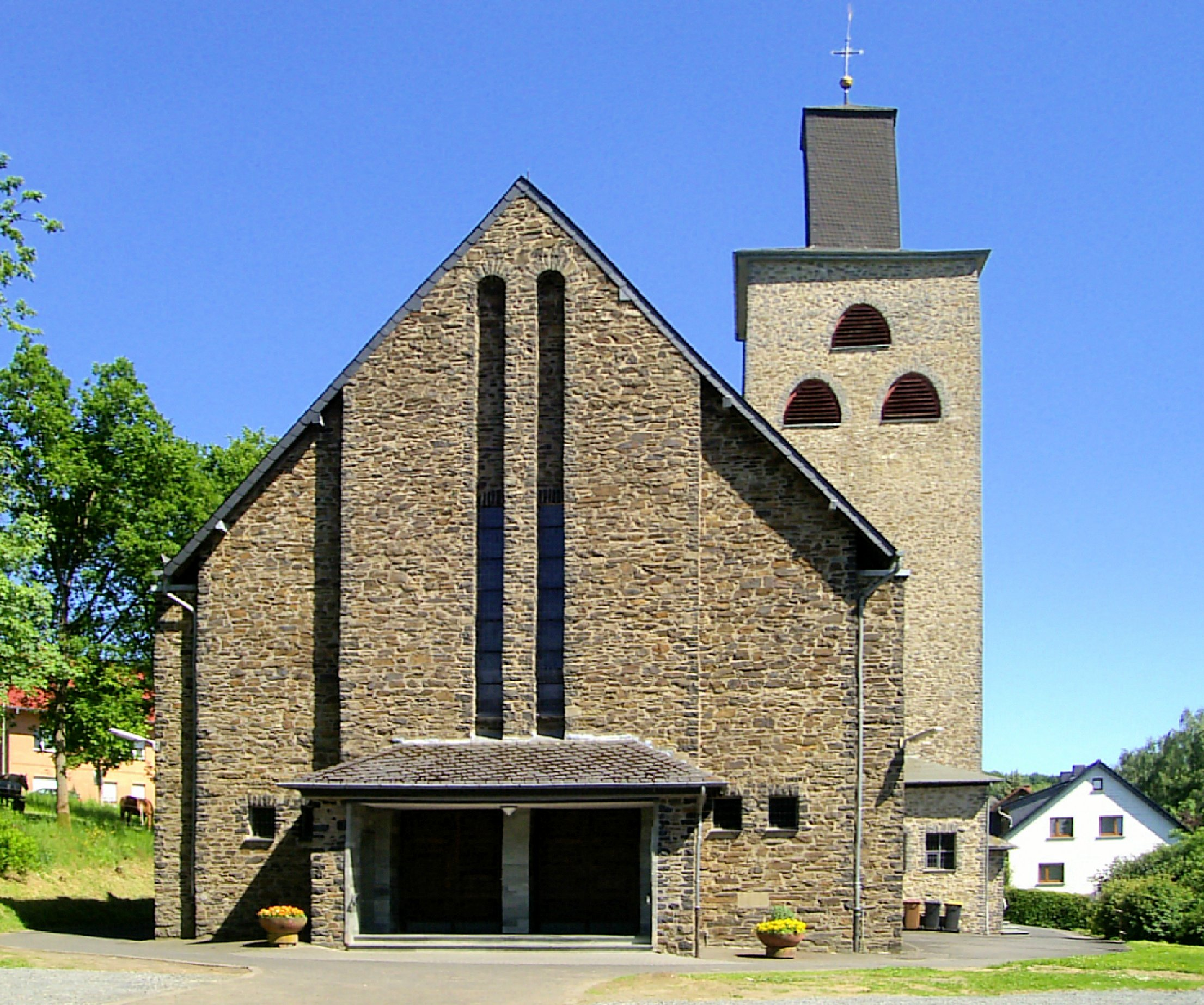